# Seznam soudců Ústavního soudu České republiky
Toto je chronologický seznam soudců Ústavního soudu České republiky.

## Seznam
| Pořadí                     | Soudce                   | Fotografie | Nástup do úřadu    | Opuštění úřadu     | Poznámky                                                                                           |
| -------------------------- | ------------------------ | ---------- | ------------------ | ------------------ | -------------------------------------------------------------------------------------------------- |
| Jmenovaní Václavem Havlem  |                          |            |                    |                    | |
| 1.                         | Iva Brožová              |            | 15. července 1993  | 8. prosince 1999   | rezignovala ze zdravotních důvodů                                                                  |
| 2.                         | Vojtěch Cepl             |            | 15. července 1993  | 15. července 2003  | |
| 3.                         | Vladimír Čermák          |            | 15. července 1993  | 15. července 2003  | |
| 4.                         | Vojen Güttler            |            | 15. července 1993  | 15. července 2003  | poprvé ve funkci                                                                                   |
| 5.                         | Miloš Holeček            |            | 15. července 1993  | 15. července 2003  | místopředseda (15. července 1993 – 16. března 2003) předseda (17. března 2003 – 15. července 2003) |
| 6.                         | Pavel Holländer          |            | 15. července 1993  | 15. července 2003  | poprvé ve funkci                                                                                   |
| 7.                         | Vladimír Jurka           |            | 15. července 1993  | 15. července 2003  | |
| 8.                         | Zdeněk Kessler           |            | 15. července 1993  | 12. února 2003     | po celou dobu předseda rezignoval ze zdravotních důvodů                                            |
| 9.                         | Vladimír Klokočka        |            | 15. července 1993  | 15. července 2003  | |
| 10.                        | Vladimír Paul            |            | 15. července 1993  | 3. dubna 2002      | zemřel ve funkci                                                                                   |
| 11.                        | Antonín Procházka        |            | 15. července 1993  | 15. července 2003  | |
| 12.                        | Vlastimil Ševčík         |            | 15. července 1993  | 15. prosince 2002  | zemřel ve funkci                                                                                   |
| 13.                        | Eva Zarembová            |            | 9. listopadu 1993  | 9. listopadu 2003  | |
| 14.                        | Ivana Janů               |            | 9. listopadu 1993  | 9. února 2002      | poprvé ve funkci po celou dobu místopředsedkyně rezignovala z důvodu odchodu k ICTY                |
| 15.                        | Pavel Varvařovský        |            | 29. března 1994    | 29. března 2004    | |
| 16.                        | Jiří Malenovský          |            | 4. dubna 2000      | 8. května 2004     | rezignoval z důvodu odchodu k SDEU                                                                 |
| 17.                        | Eliška Wagnerová         |            | 20. března 2002    | 20. března 2012    | po celou dobu místopředsedkyně                                                                     |
| 18.                        | František Duchoň         |            | 6. června 2002     | 6. června 2012     | |
| 19.                        | Jiří Mucha               |            | 28. ledna 2003     | 28. ledna 2013     | |
| Jmenovaní Václavem Klausem |                          |            |                    |                    | |
| 20.                        | Miloslav Výborný         |            | 3. června 2003     | 3. června 2013     | |
| 21.                        | Vojen Güttler            |            | 6. srpna 2003      | 6. srpna 2013      | podruhé ve funkci                                                                                  |
| 22.                        | Pavel Holländer          |            | 6. srpna 2003      | 6. srpna 2013      | podruhé ve funkci po celou dobu místopředseda                                                      |
| 23.                        | Pavel Rychetský          |            | 6. srpna 2003      | 7. srpna 2023      | po celou dobu předseda 7. srpna 2013 znovujmenován Milošem Zemanem                                 |
| 24.                        | Dagmar Lastovecká        |            | 29. srpna 2003     | 29. srpna 2013     | |
| 25.                        | Jan Musil                |            | 27. listopadu 2003 | 27. listopadu 2013 | poprvé ve funkci                                                                                   |
| 26.                        | Jiří Nykodým             |            | 17. prosince 2003  | 17. prosince 2013  | |
| 27.                        | Stanislav Balík          |            | 26. května 2004    | 26. května 2014    | |
| 28.                        | Michaela Židlická        |            | 16. června 2004    | 16. června 2014    | |
| 29.                        | Ivana Janů               |            | 16. září 2004      | 16. září 2014      | podruhé ve funkci                                                                                  |
| 30.                        | Vlasta Formánková        |            | 5. srpna 2005      | 5. srpna 2015      | |
| 31.                        | Vladimír Kůrka           |            | 15. prosince 2005  | 15. prosince 2015  | |
| Jmenovaní Milošem Zemanem  |                          |            |                    |                    | |
| 32.                        | Jaroslav Fenyk           |            | 3. května 2013     | 3. května 2023     | od 7. srpna 2013 místopředseda                                                                     |
| 33.                        | Jan Filip                |            | 3. května 2013     | 3. května 2023     | |
| 34.                        | Milada Tomková           |            | 3. května 2013     | 3. května 2023     | po celou dobu místopředsedkyně                                                                     |
| 35.                        | Vladimír Sládeček        |            | 4. června 2013     | 4. června 2023     | |
| 36.                        | Ludvík David             |            | 7. srpna 2013      | 7. srpna 2023      | |
| 37.                        | Kateřina Šimáčková       |            | 7. srpna 2013      | 10. prosince 2021  | rezignovala z důvodu odchodu k ESLP                                                                |
| 38.                        | Radovan Suchánek         |            | 26. listopadu 2013 | 26. listopadu 2023 | |
| 39.                        | Jan Musil                |            | 20. ledna 2014     | 31. ledna 2019     | podruhé ve funkci rezignoval ze zdravotních důvodů                                                 |
| 40.                        | Jiří Zemánek             |            | 20. ledna 2014     | 20. ledna 2024     | |
| 41.                        | Vojtěch Šimíček          |            | 12. června 2014    | 12. června 2024    | od 3. května 2023 místopředseda                                                                    |
| 42.                        | Tomáš Lichovník          |            | 19. června 2014    | 19. června 2024    | |
| 43.                        | David Uhlíř              |            | 10. prosince 2014  | 10. prosince 2024  | |
| 44.                        | Jaromír Jirsa            |            | 7. října 2015      | dosud              | |
| 45.                        | Josef Fiala              |            | 17. prosince 2015  | dosud              | |
| 46.                        | Pavel Šámal              |            | 20. února 2020     | dosud              | |
| 47.                        | Jan Svatoň               |            | 15. února 2023     | dosud              | |
| Jmenovaní Petrem Pavlem    |                          |            |                    |                    | |
| 48.                        | Josef Baxa               |            | 5. června 2023     | dosud              | předseda od 8. srpna 2023                                                                          |
| 49.                        | Jan Wintr                |            | 5. června 2023     | dosud              | |
| 50.                        | Daniela Zemanová         |            | 5. června 2023     | dosud              | |
| 51.                        | Kateřina Ronovská        |            | 4. srpna 2023      | dosud              | místopředsedkyně od 4. srpna 2023                                                                  |
| 52.                        | Veronika Křesťanová      |            | 8. srpna 2023      | dosud              | místopředsedkyně od 25. června 2024                                                                |
| 53.                        | Zdeněk Kühn              |            | 19. prosince 2023  | dosud              | |
| 54.                        | Lucie Dolanská Bányaiová |            | 19. prosince 2023  | dosud              | |
| 55.                        | Milan Hulmák             |            | 1. února 2024      | dosud              | |
| 56.                        | Tomáš Langášek           |            | 25. června 2024    | dosud              | |
| 57.                        | Jiří Přibáň              |            | 25. června 2024    | dosud              | |
| 58.                        | Dita Řepková             |            | 12. prosince 2024  | dosud              | |